# Erwin Schulhoff

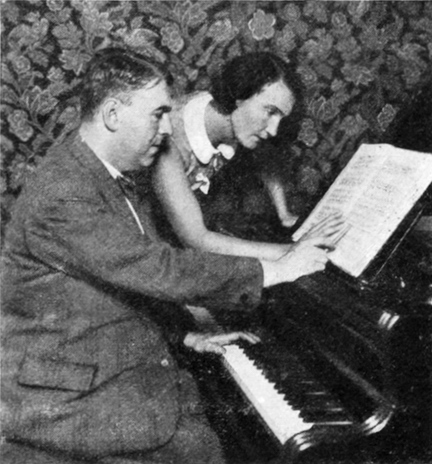
Erwin Schulhoff zusammen mit der Choreografin Milča Mayerová, 1931

Erwin Schulhoff (* 8. Juni 1894 in Prag, Österreich-Ungarn; † 18. August 1942 auf der Wülzburg / Weißenburg in Bayern) war ein deutschböhmisch-jüdischer Komponist und Pianist. Erwin Schulhoff gehört zu jenen Komponisten, die in Vergessenheit geraten sind, obwohl sie eine bedeutende Rolle in der Musikgeschichte einnahmen.

## Leben

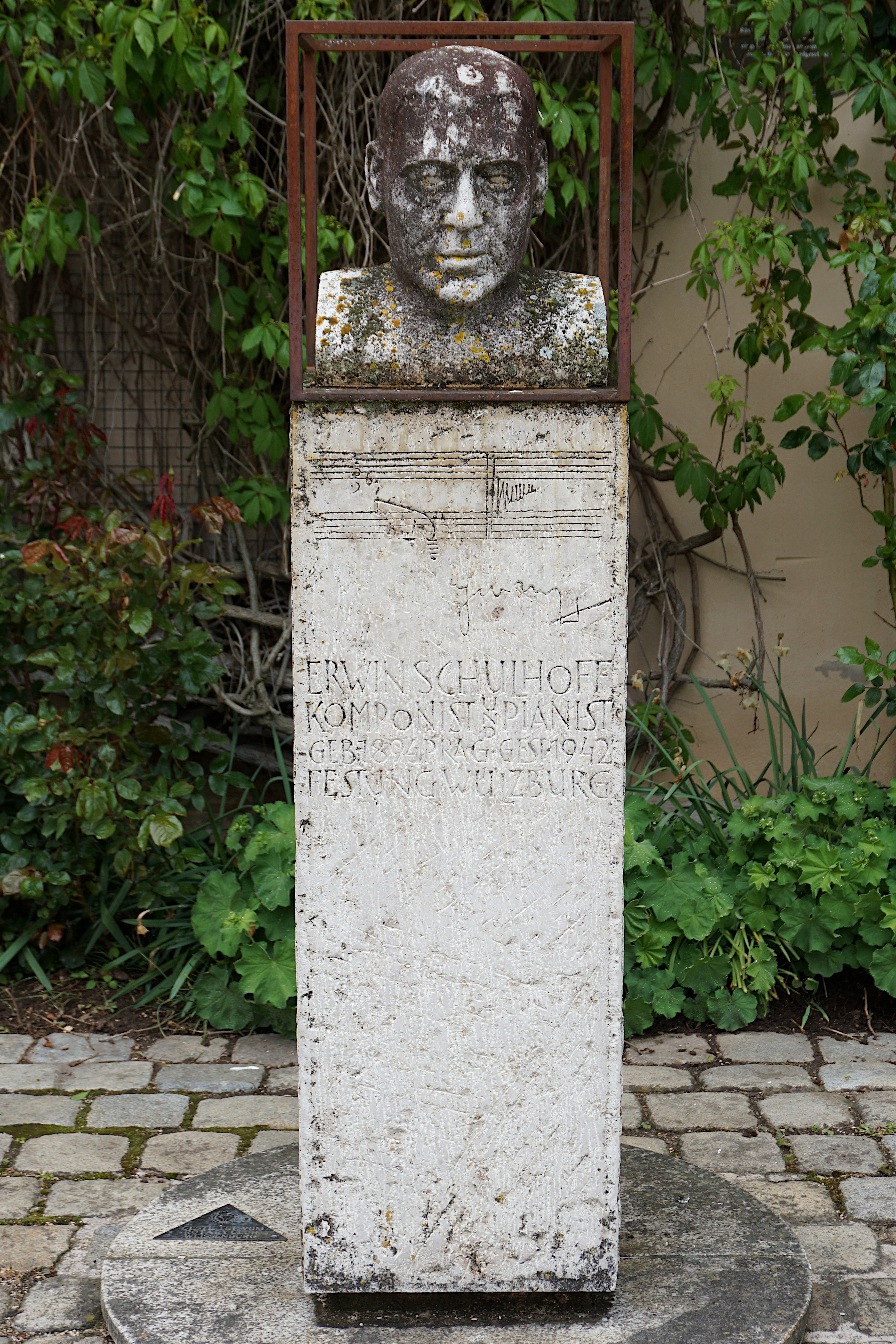
Stele zum Gedenken an Erwin Schulhoff auf der Festung Wülzburg in Weißenburg in Bayern

Erwin Schulhoff wurde 1894 als Sohn des jüdischen Wollwarenhändlers Gustav Schulhoff und der Tochter eines Konzertmeisters, Louise Wolff, sowie als Urgroßneffe des mit Chopin befreundeten Klavierkomponisten Julius Schulhoff in Prag geboren. Durch eine Empfehlung von Antonín Dvořák konnte er bereits siebenjährig den Klavierunterricht bei Jindrich Kaan aufnehmen und mit zehn Jahren ins Prager Konservatorium eintreten. Seine pianistische Ausbildung bei Willi Thern in Wien, Robert Teichmüller in Leipzig und Carl Friedberg und Lazzaro Uzielli in Köln verband der auch kompositorisch frühreife Knabe mit Studien bei Max Reger (1907–1910). Aufgrund seiner exzellenten Studienleistungen erhielt er den Wüllner-Preis und 1918 den Mendelssohn-Preis für seine Klaviersonate Opus 22.
Den Ersten Weltkrieg überstand Schulhoff als Angehöriger des österreichischen Heeres mit Handverletzungen und Erfrierungen in Ostgalizien und Norditalien. Danach wirkte er als Klavierlehrer in Saarbrücken und als freischaffender Musiker in Berlin. Im Jahr 1919 siedelte er gemeinsam mit seiner Schwester Viola nach Dresden über und bewohnte dort mit ihr ein Atelier. In Dresden lernte er zahlreiche Künstler kennen, unter ihnen auch George Grosz, der ihn mit der Dada-Bewegung in Berührung brachte. Vor diesem Hintergrund entstand 1919 der Klavierzyklus Fünf Pittoresken mit der nur aus Pausen bestehenden Komposition In Futurum – als Paradebeispiel dadaistischer Kunstnegation.
1924 nach Prag zurückgekehrt, setzte er sich als Konzertveranstalter und Pianist rückhaltlos für die Wiener Schule ein und unternahm ausgedehnte Konzertreisen nach Salzburg, Venedig, Genf und Oxford mit Werken der damaligen Avantgarde. Bei den Weltmusiktagen der Internationalen Gesellschaft für Neue Musik (ISCM World Music Days) trat er als Pianist (1925 und 1929) und Komponist (1929, 1938 und 1941) mehrmals in Erscheinung. Schulhoff interessierte sich für alle radikalen Richtungen der Avantgarde, für Dadaismus und Jazz (er schrieb u. a. das Jazz-Oratorium H.M.S. Royal Oak und sein bekanntestes Werk, die Hot Sonate), fasziniert vom Jazz spielte er im Jazzorchester des Prager Theaters mit und komponierte für dieses unter dem Pseudonym Petr Hanus. Er setzte sich für die Vierteltonmusik Alois Hábas ein und ließ sich nacheinander oder parallel von Impressionismus, Expressionismus und Neoklassizismus beeinflussen.
Schulhoff vertonte 1932 als Opus 82 das Manifest der Kommunistischen Partei in Form einer Kantate. Nach der „Machtergreifung“ der Nationalsozialisten wandte er sich der kommunistischen Bewegung zu und konnte seine Karriere in Deutschland nicht fortsetzen. Seine Werke wurden als „entartete Musik“ gelistet und die für Berlin geplante Erstaufführung seiner Oper Flammen wurde verhindert. Die Aufführung seiner Werke in Deutschland wurde gänzlich verboten und in Prag konnte er sich mit Bearbeitungen für den Rundfunk nur noch den allernötigsten Lebensunterhalt verdienen. Von 1933 bis 1935 spielte er im Orchester von Jaroslav Ježek im Theater Osvobozené divadlo in Prag und bis zur Besetzung der Tschechoslowakei 1939 auch im Radio Ostrava. Nachher konnte er in Ostrau nur unter einem Pseudonym als Jazz-Pianist überleben.

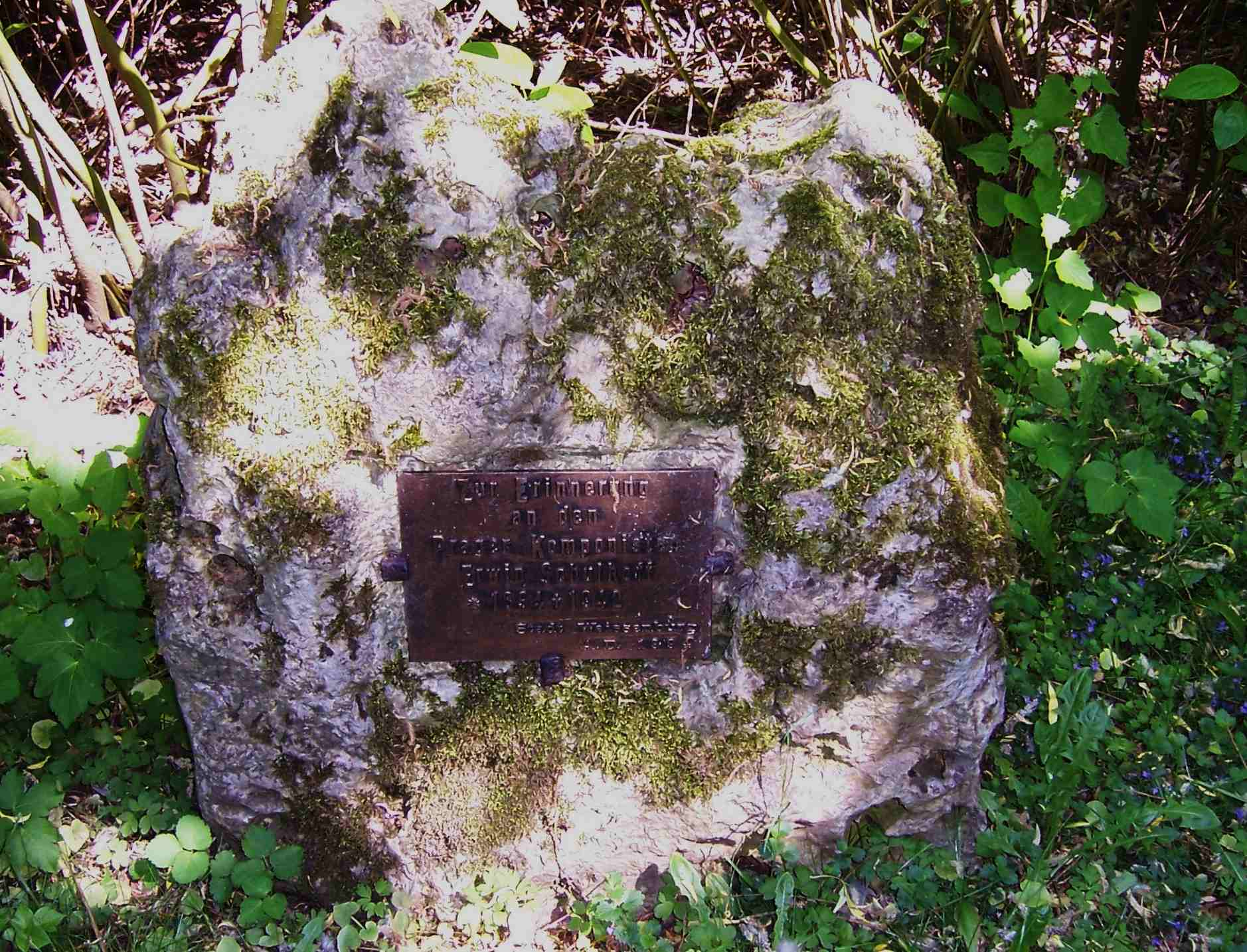
Gedenkstein im Russischen Friedhof in Weißenburg, im Mai 2011

In den 1930er Jahren vollzog Schulhoff eine künstlerische Wende. Hatte er sich noch in den 1920er Jahren auf die Adaption von Jazz-Rhythmen und Modetänzen mit traditionellen Musikformen und einer atonalen Harmonik verstanden, wandte sich das spätere Schaffen der Ästhetik des Sozialistischen Realismus zu. Er wollte für die kommunistische Weltrevolution kämpfen und mit seiner Familie in die Sowjetunion übersiedeln. Er schrieb Kampflieder und widmete Kompositionen spanischen Freiheitskämpfern. Nachdem er im Mai 1941 die sowjetische Staatsbürgerschaft erhalten und am 13. Juni die gültigen Einreisepapiere in Händen hatte, begann am 22. Juni der deutsche Überfall auf die Sowjetunion. Tags darauf wurde Schulhoff in Prag interniert und in das Lager für Bürger anderer Staaten auf der Wülzburg bei Weißenburg/Bayern deportiert, wo er am 18. August 1942 an Tuberkulose starb. Mit ihm verlor die Neue Musik eine ihrer experimentierfreudigsten und radikalsten Persönlichkeiten.
Mit der Veröffentlichung seines vollständigen kommentierten Tagebuchs 1911–1941 bieten sich neue Sichten auf den Komponisten.

## Darstellung Schulhoffs in der bildenden Kunst
- Conrad Felixmüller: Der Komponist Erwin Schulhoff-Prag (Holzschnitt, 50 × 40 cm, 1924)[5]

## Werk
Schulhoff gehörte zu den ersten europäischen Komponisten, die den Jazz in ihre Kompositionen integrierten. Er verstand sich vorzüglich auf die Adaption von harmonischen und rhythmischen Elementen des Jazz und von Modetänzen (Charleston, Shimmy und Foxtrott) in eine expressive, aber auch musikantische Tonsprache von außerordentlich leuchtender Farbigkeit.
Er setzte sich für Arnold Schönberg und Alban Berg ein und setzte sich mit der Bewegung des Dadaismus auseinander, die er durch die Verknüpfung mit Jazzelementen gewitzt umsetzte. Aus Hans Arps Gedichtband Die Wolkenpumpe vertonte er vier Gedichte für Bariton und Kammerensemble, den Vortragsstücken für Kontrafagott Bassnachtigall fügte er einen gesprochenen Epilog hinzu, der die „intellektuellen Hornbrillenträger“ im Publikum verhöhnte. Später war sein kompositorischer Stil weiterhin sehr spielerisch und dürfte durch seine traditionelle Verhaftung dem Neoklassizismus zugerechnet werden.
Das Streichquartett Nr. 1 (1924) beinhaltet extreme Gegensätze. Auf die wilde Motorik des angriffigen Presto-Kopfsatzes folgt ein klanglich fahles Allegretto. Das Allegro giocoso alla Slovaca ist vitaler Folklorismus in Reinkultur, im Finale überlagern sich konstruktive Elemente und heftige Gefühlsausbrüche über einem stellenweise polytonalen Grund. In der 3. Klaviersonate (1927) prallen erweiterter Sonatensatz und zyklische Elemente, Toccata, Perpetuum mobile (Scherzo) und amorph wirkende Improvisationen (Andante) zusammen mit einem clustergewürzten Trauermarsch (4. Satz) und bilden den Rohstoff zur epilogartigen Destillation im weit über seine Entstehungszeit hinausweisenden „Finale retrospettivo“ (5. Satz).
In seinem 1930 uraufgeführten Jazz-Oratorium H.M.S. Royal Oak (VW 96), dessen Libretto auf einem authentischen Fall basiert, wandte sich Schulhoff der politischen Komposition zu. Ähnlich wie sein Zeitgenosse Ernst Krenek es in seiner Oper Jonny spielt auf drei Jahre zuvor tat, machte Schulhoff den Jazz zum Gegenstand seines Oratoriums. Genauer gesagt den Kampf um den Jazz, denn Gegenstand war eine Affäre zwischen Offizieren des britischen Schlachtschiffs Royal Oak, die bis vor ein Kriegsgericht getragen wurde. Ausgebrochen waren die Streitigkeiten über die Qualität der Bordkapelle. Diese Streitigkeiten gewannen an sozialer Brisanz, als in ihrem Verlauf Offiziere öffentlich Kritik an einem Vorgesetzten übten. Dies wird im Oratorium Schulhoffs zum „Kampf einer Mannschaft um den Jazz“ zugespitzt.
Eigentlicher Handlungsort war Malta, Schulhoff verlegt diesen aber in die Südsee. Nach 70 Tagen auf hoher See gelangt das Schlachtschiff zu den Hawaii-Inseln. Die Besatzung feiert die Ankunft ausgelassen. Der Admiral verbietet der Mannschaft auf den Kriegsfahrzeugen Jazz zu spielen. Die Mannschaft ist empört und zugleich belustigt und setzt sich über dieses Verbot hinweg. Der Kapitän der Royal Oak wiederholt das Verbot und es kommt zur Meuterei. Der Aufstand wird niedergeschlagen und die Anführer in Ketten gelegt. In der englischen Heimat hat derweil das Verbot des Admirals Proteste ausgelöst. Dieser wird auf Druck des Volkes und der Presse vor ein Kriegsgericht gestellt und suspendiert. Der Jazz hingegen muss von der englischen Regierung anerkannt werden. Bei ihrer Ankunft im Heimathafen werden die Matrosen von einem Konzert begrüßt.

## Werke

### Bühnenwerke
- Flammen. Musikalische Tragikomödie (Oper) in zwei Aufzügen (1928–1932; WV 93). Libretto: Max Brod (nach Karel Josef Beneš)
- Ogelala (Ballett)
- Die Mondsüchtige. Tanzgroteske in einem Aufzug. Libretto: Vítězslav Nezval

### Vokalkompositionen
- Orchesterlieder
  - Landschaften. Fünf Gedichte von Johannes Theodor Kuhlemann. Sinfonie für Mezzosopran und Orchester, op. 26 (1912)
  - Menschheit. Fünf Gedichte von Theodor Däubler. Eine Sinfonie für eine Altstimme und Orchester, op. 28 (1919)
- Solistische Vokalwerke mit Klavier[6]
  - Drei Lieder für Sopranstimme, op. 14 (WV 12, 1911)
  - Drei Lieder aus der Sammlung Das Lied vom Kinde, op. 18 (WV 16, 1911)
  - Lieder für Bariton und Klavier, op. 9 (nach Hans Steiger) (WV 26, 1913)
  - Drei Lieder für eine Altstimme mit Klavierbegleitung, op. 15 (nach O. Wilde) (WV 33, 1914)
  - Fünf Gesänge mit Klavier (WV 52, 1919) (Schott)
  - 1917. Liederzyklus für eine Singstimme mit Klavierbegleitung (WV 110, 1933)
- Die Wolkenpumpe – Ernste Gesänge für eine Baritonstimme mit vier Blasinstrumenten und Schlagzeug nach Worten des Heiligen Geistes, Op. 40 (1922, Text von Hans Arp)
- Werke mit Chor
  - Vier Lieder nach Gedichten aus Die Garbe von Hans Steiger, op. 2 (WV 19, 1912) für Sopran und Kammerorchester (Schott)
  - H.M.S. Royal Oak. Jazzoratorium (WV 96, 1930) für Sprecher, Jazz-Sänger, gem. Chor und symphonisches Jazzorchester (Schott)
  - Das Kommunistische Manifest, op. 82 (1932, nach Marx / Engels) für Soli, Chöre und Bläser (WV 100)

### Orchesterwerke
- 6 Sinfonien und 2 Sinfonieskizzen
  - 1. Sinfonie op. 50 (1925)
  - 2. Sinfonie op. 81 (1932)
  - 3. Sinfonie op. 85 (1935)
  - 4. Sinfonie op. 88 Spanische (1936/1937)
  - 5. Sinfonie op. 89 À Romain Rolland (1938/1939)
  - 6. Sinfonie op. 94 Symfonie Svobody (Freiheitssinfonie) (1940/1941)
  - 7. Sinfonie op. 98 Eroica (1941; Klavierskizze). 1995 orchestriert von ??
  - 8. Sinfonie op. 99 (1942; Skizze)
- Suite für Kammerorchester (WV 58, 1921) (Schott)
- Drei Stücke für Streichorchester, op. 6 (WV 5, 1910) (Schott)
- Serenade für Orchester, op. 18 (WV 36, 1914) (Schott)
- Lustige Ouvertüre für Orchester, op. 8 (WV 25, 1913)
- 32 Variationen über ein achttaktiges eigenes Thema für Orchester, op. 33 (WV 53, 1919) (Schott)

### Soloinstrumente und Orchester
- Konzert für Klavier und Orchester, op. 11 (WV 28, 1913/14) (Schott)
- Konzert für Klavier und kleines Orchester, op. 43 (WV 66, 1923) (Schott)
- Doppelkonzert für Flöte, Klavier und Orchester (WV 89, 1927) (Schott)
- Konzert für Streichquartett und Bläserorchester (WV 97, 1930) (Schott)

### Kammermusik für Streicher
- Divertimento für Streichquartett, op. 14 (WV 32, 1914) (Schott)
- Streichquartett G-Dur (WV 43, 1918)
- Fünf Stücke für Streichquartett (WV 68, 1923) (Schott)
- Streichsextett (WV 70, 1924) (Bärenreiter)
- 1. Streichquartett, op. 8 (WV 72, 1924) (UE)
- Duo für Violine und Violoncello (WV 74, 1925) (UE)
- 2. Streichquartett (WV 77, 1925)
- Sonate für Violine solo (WV 83, 1927) (UE)

### Kammermusik mit Bläsern
- Bassnachtigall. Drei Vortragsstücke für Kontrafagott solo (WV 59, 1922) (Schott)
- Concertino für Flöte, Viola und Kontrabass (WV 75, 1925) (UE)
- Divertissement für Oboe, Klarinette und Fagott (WV 87, 1926) (Schott)
- Der Friede. Szenische Musik für 5 Blasinstrumente und Schlagzeug zur Komödie von Aristophanes in Bearbeitung von Adolf Hoffmeister (WV 112, 1933)

### Kammermusik mit Klavier
- Variationentrio für Klavier, Violine und Violoncello, op. 7 (WV 7, 1910)
- Suite für Violine und Klavier, op. 20 (WV 18, 1912) (Schott)
- Sonate für Violine und Klavier, op. 7 (WV 24, 1913) (Panton)
- Sonate für Violoncello und Klavier (WV 35, 1914) (Schott)
- Le bourgeois gentilhomme (Molière). Konzertsuite für Klavier, 7 Bläser und Schlagzeug (WV 79, 1926) (Schott)
- Sonate für Flöte und Klavier (WV 86, 1927) (Chester)
- 2. Sonate für Violine und Klavier (WV 91, 1927) (Schott)
- Hot-Sonate für Altsaxophon und Klavier (WV 95, 1930) (Schott)
- Susi. Fox-Song für ein Melodie-Instrument und Klavier (1937) (Schott)

### Klavierwerke
- Burleske op. 8 (WV 9, 1910)
- Sonate op. 5 (WV 21, 1912)
- Vier Bilder op. 6 (WV 22, 1913)
- Zwei Klavierstücke op. 4 (WV 23, 1913)
- Variationen über ein eigenes Thema, Werk 10 (WV 27, 1913)
- Fünf Impressionen op. 12 (WV 29, 1914)
- Zehn Variationen über „Ah vous dirais- je, Maman“ und Fuge op. 16 (WV 34, 1914)
- Drei Präludien und Fugen op. 19 (WV 37, 1915)
- Fünf Grotesken, Werk 21 (WV 39, 1917)
- Sonate op. 22 (WV 39, 1919)
- Fünf Burlesken op. 23 (WV 41, 1918)
- Fünf Humoresken, Werk 27 (WV 45, 1919)
- Fünf Arabesken op. 29 (WV 49, 1919)
- Zehn Klavierstücke op. 30 (WV 50, 1919)
- Fünf Pittoresken, Werk 31 (WV 51, 1919)
- Ironien, Werk 34 (WV 55, 1920)
- Musik für Klavier in vier Teilen, Werk 35 (WV 56, 1920)
- Inventionen (WV 57, 1921)
- Rag-music (WV 62, 1922)
- 1. Sonate (in einem Satz) (WV 69, 1924)
- 2. Suite  (WV 71, 1924)
- 3. Suite  (WV 81, 1926)
- 2. Sonate (WV 82, 1926)
- 3. Sonate (WV 88, 1927)
- Esqisses de Jazz (WV 90, 1927)
- Hot Music, zehn synkopierte Etüden (WV 92, 1928)
- Suite dansante en jazz (WV 98, 1931)